# Bertel Krarup
Bertel Krarup (født 20. april 1947) er en dansk musikhistoriker, der siden 2007 har været rektor for Det Kgl. Danske Musikkonservatorium i København. Han har været medlem af redaktionskomiteerne for Dansk Musik Tidsskrift og Dansk Årbog for Musikforskning, og er tidligere medlem af Kunstrådet. Han har skrevet mange artikler om musik og komponister, især om Niels Viggo Bentzon.

## Karriere
Bertel Krarup var fra 1980 ansat ved Det Fynske Musikkonservatorium som docent og 1989-2007 som dette konservatoriums rektor. Siden 2007 rektor for Det Kgl. Danske Musikkonservatorium i København.
Han var en af drivkræfterne i etableringen af verdens første Music Confucius Institute på Det Kgl. Danske Musikkonservatorium i samarbejde med Central Conservatory of Music i Beijing.

## Uddannelse
Han er student fra Ordrup Gymnasium og uddannet ved Københavns Universitet og Det Kgl. Danske Musikkonservatorium.

## Tillidshverv
Bertel Krarup var præsident for Association of Baltic Academies of Music (ABAM) 1999-2007, formand for Fyns Unge Tonekunstnerselskab 1986-2000, formand for (og kunstnerisk medleder af) ny musik festivalen Musikhøst 1988-2007, formand for udgiverforeningen for Dansk Musik Tidsskrift (DMT) 2000-2006, medlem af styregruppen for Symphonic Fairytales, medlem af kunstnerisk råd, HCA 2005, medlem af Kunstrådet fra 2003-2007 og formand hhv. næstformand for KUR (Kulturministeriets Rektorer).
Tillige er Bertel Krarup siden 2005 medlem af bestyrelsen for Langgaard-fonden og siden 2008 medlem af bestyrelsen for Léonie Sonnings Musikfond.

## Hædersbevisninger
Ridder af 1. grad af Dannebrogordenen